# Пеницилл войлочно-голубой
Пеници́лл во́йлочно-голубо́й (лат. Penicíllium lanosocoerúleum) — вид несовершенных грибов (телеоморфная стадия неизвестна), относящийся к роду Пеницилл (Penicillium).

## Описание
Колонии на агаре Чапека быстрорастущие, зернистые до пучковатых, обильно спороносящие в тускло-зелёных тонах. Экссудат в виде крупных бесцветных или бежевых капель. Реверс золотисто-жёлтый, растворимый пигмент в среду не выделяется. На CYA колонии достигают диаметра 2,5—4 см за 7 дней, радиально-тонкоскладчатые, с белым мицелием по краям, среднеобильно и обильно спороносящие. Экссудат обильный, бесцветный или коричневатый. Реверс складчатый, золотисто-жёлтый. На агаре с солодовым экстрактом (MEA) колонии 2,5—4 см в диаметре на 7-е сутки, бархатистые до зернистых, с неокрашенным до тускло-жёлтого реверсом. На агаре с дрожжевым экстрактом и сахарозой (YES) реверс золотисто-жёлтый, колонии на 7-е сутки 3,5—5,5 см в диаметре.
При 37 °C образуются небольшие колонии, на CYA на 7-е сутки достигают 3—9 мм в диаметре, очень редко рост отсутствует.
Конидиеносцы трёхъярусные, 200—400 мкм длиной, гладкостенные, реже шероховатые, с прижатыми элементами. Веточки 15—25 мкм длиной, метулы 12—17 мкм. Фиалиды фляговидные, суженные в короткую шейку, 7—9 мкм длиной. Конидии широкоэллипсоидальные, 2,8—3,2 × 3,3—3,8 мкм, гладкостенные, цепочки собраны в длинные рыхлые колонки.

### Отличия от близких видов
От Penicillium chrysogenum отличается нередко пучковатыми колониями и отсутствием жёлтого растворимого пигмента. От Penicillium expansum отличается способностью расти при 37 °C и слабо выраженной коричневой пигментацией.

## Экология и значение
Встречается на различных плодах растений и других растительных пищевых продуктах. Известен из субтропических регионов, также обнаруживается в оранжереях.
Продуцент гризеофульвина и виридикатумтоксина.

## Таксономия
Penicillium lanosocoeruleum Thom, The Penicillia 322 (1930).

### Синонимы
- Penicillium aethiopicum Frisvad, 1990